# Estación de Figueras-Vilafant
Estación de Figueras-Vilafant vasútállomás Spanyolországban, Figueres településen. Része a spanyol nagysebességű vasúthálózatnak.

## Vasútvonalak
Az állomást az alábbi vasútvonalak érintik:
- Madrid–Barcelona nagysebességű vasútvonal
- LGV Perpignan–Figueres

## Kapcsolódó állomások
A vasútállomáshoz az alábbi állomások vannak a legközelebb:
- Estación de Gerona (Madrid–Barcelona nagysebességű vasútvonal)
- Gare de Perpignan (LGV Perpignan–Figueres)

## Képgaléria

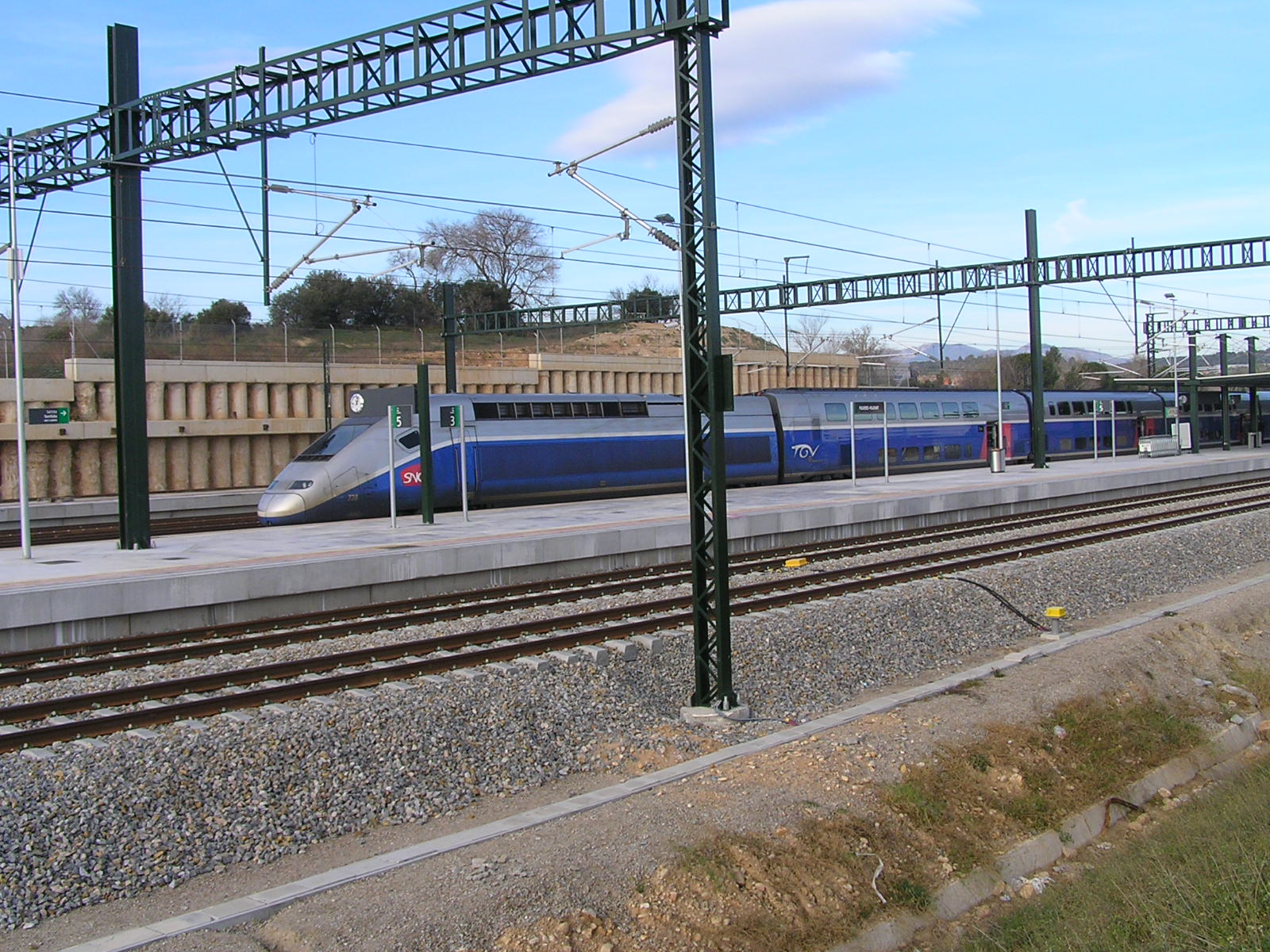
TGV motorvonat az állomáson
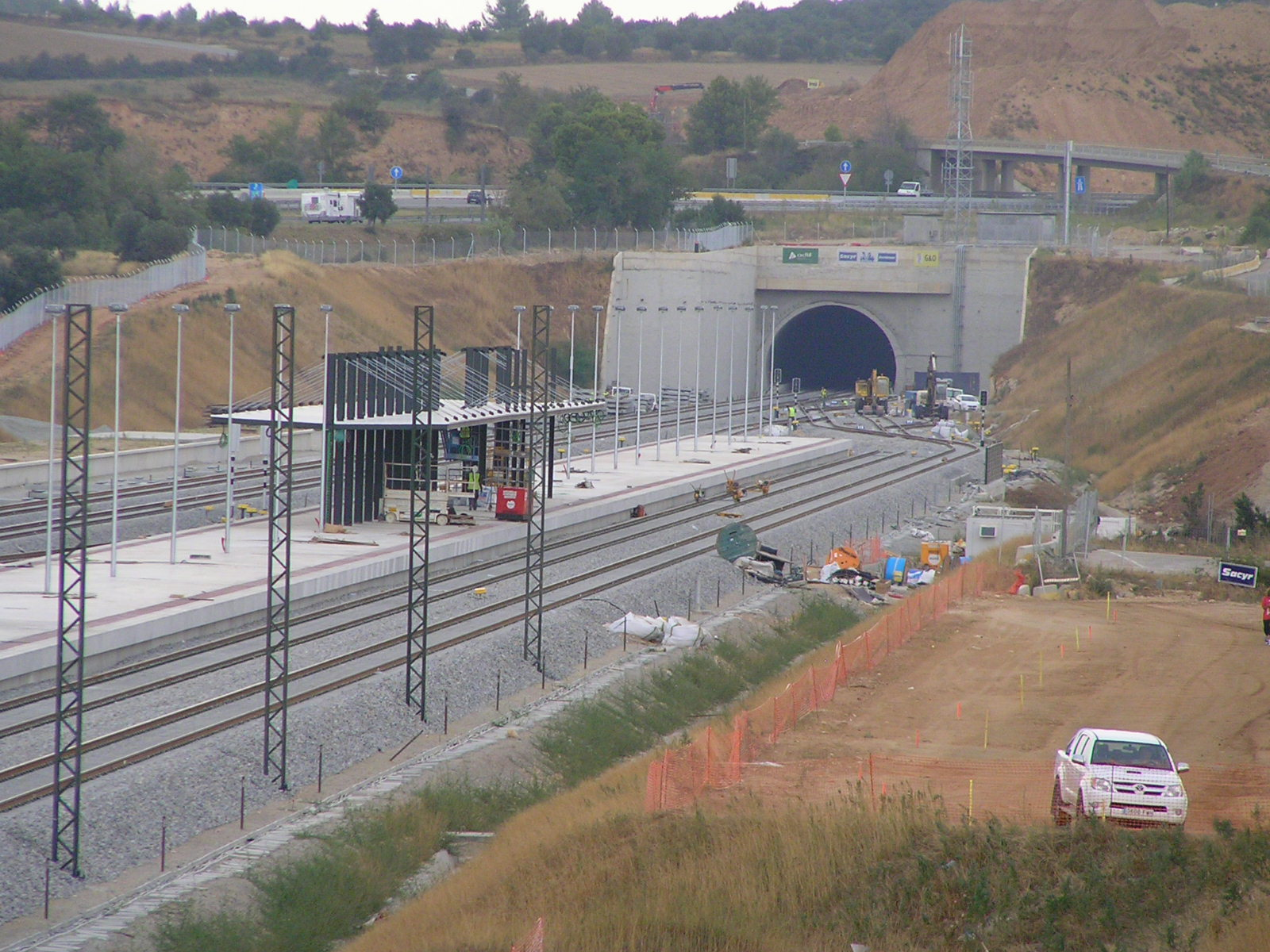
Az állomás végénél kezdődik az alagút a Pireneusok alatt
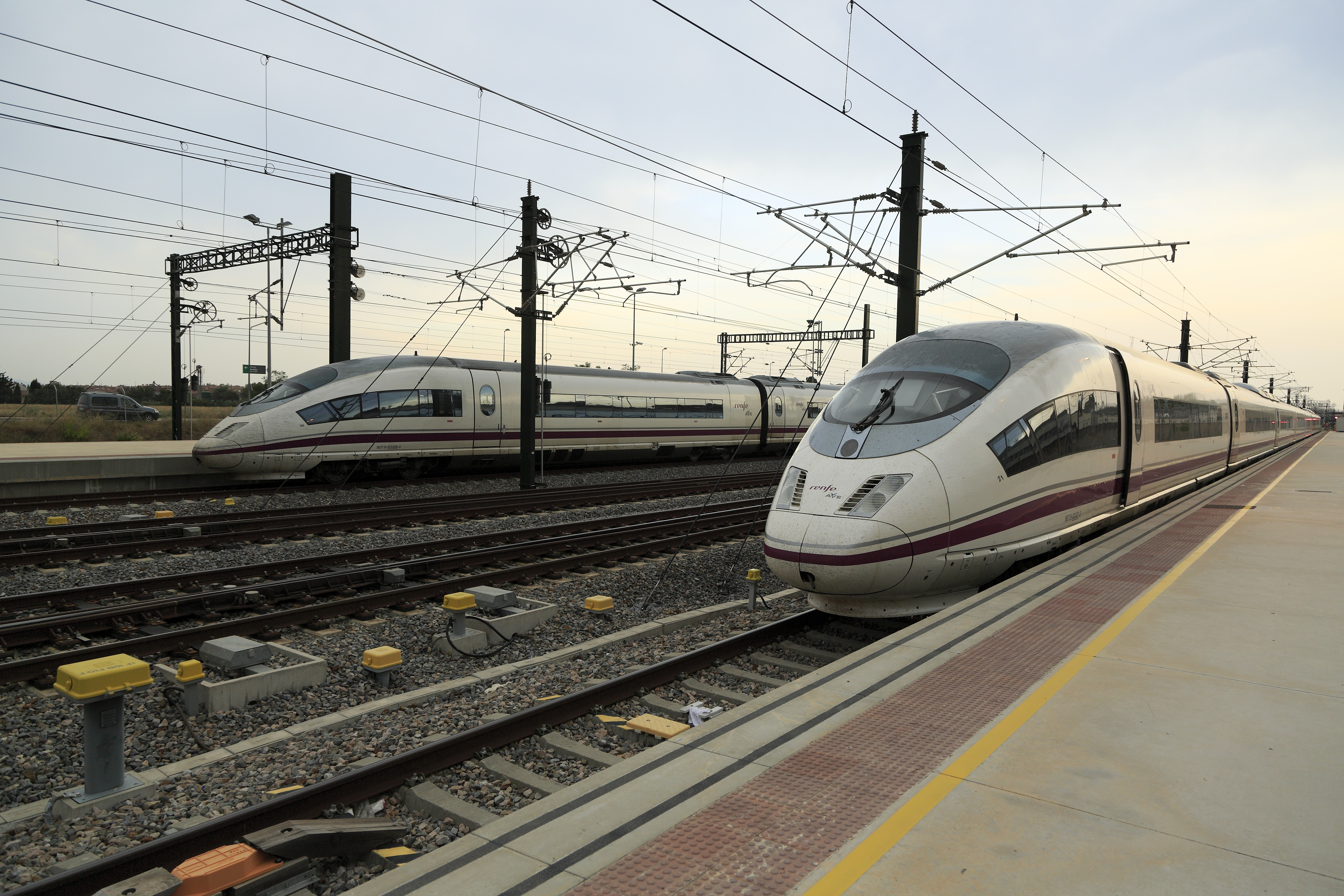
Velaro motorvonatok
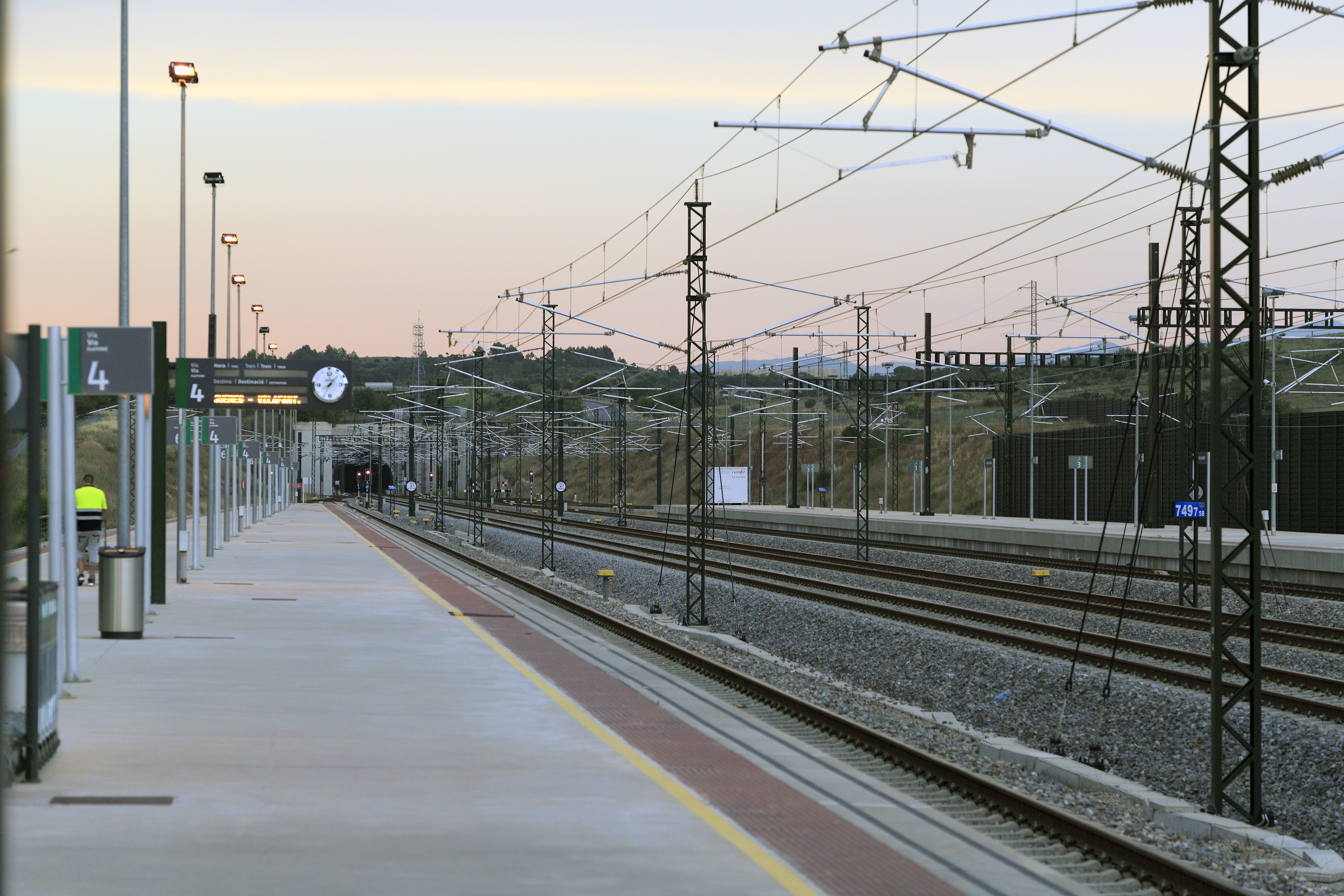
A peronok
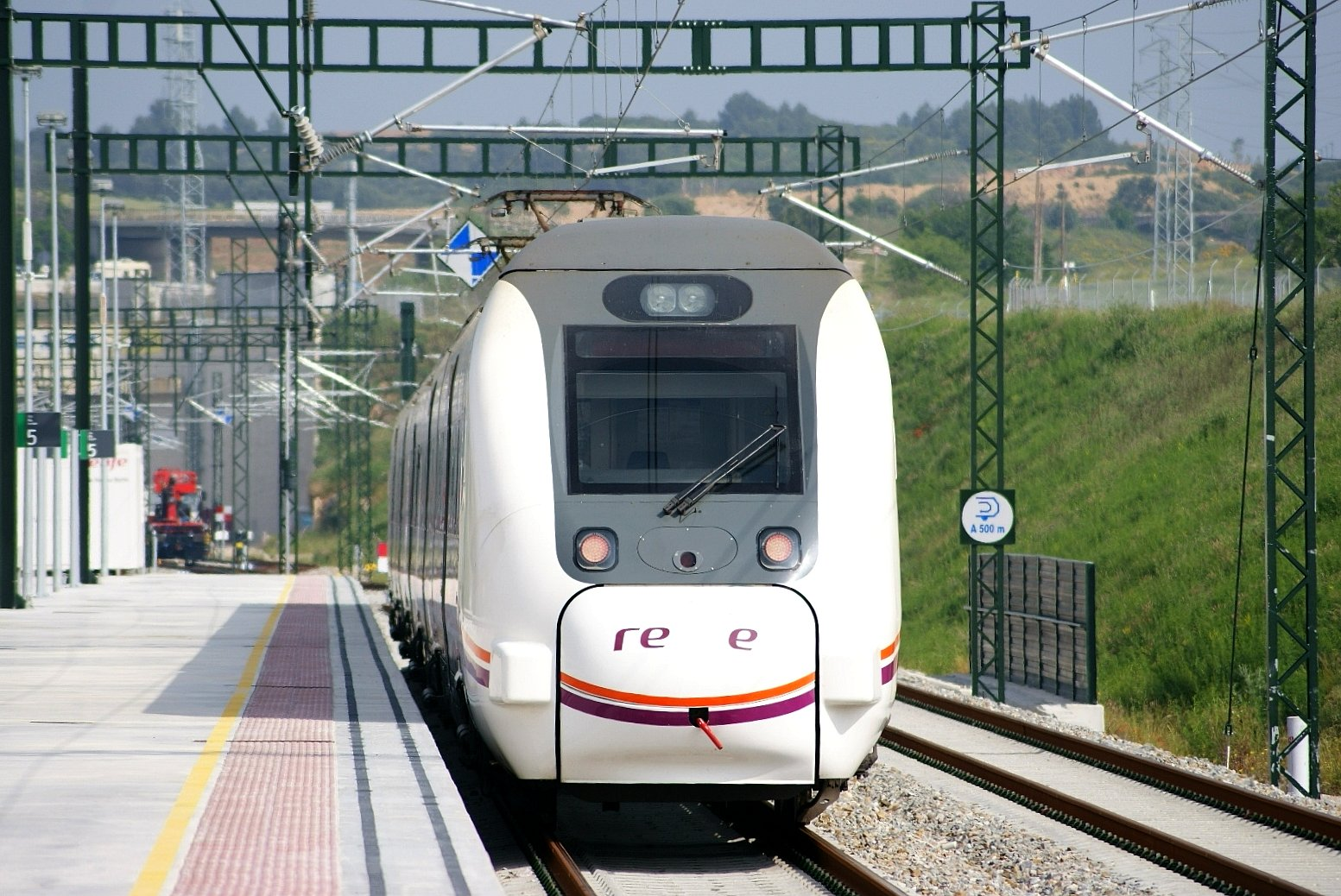
RENFE 449 sorozatú motorvonat az állomáson
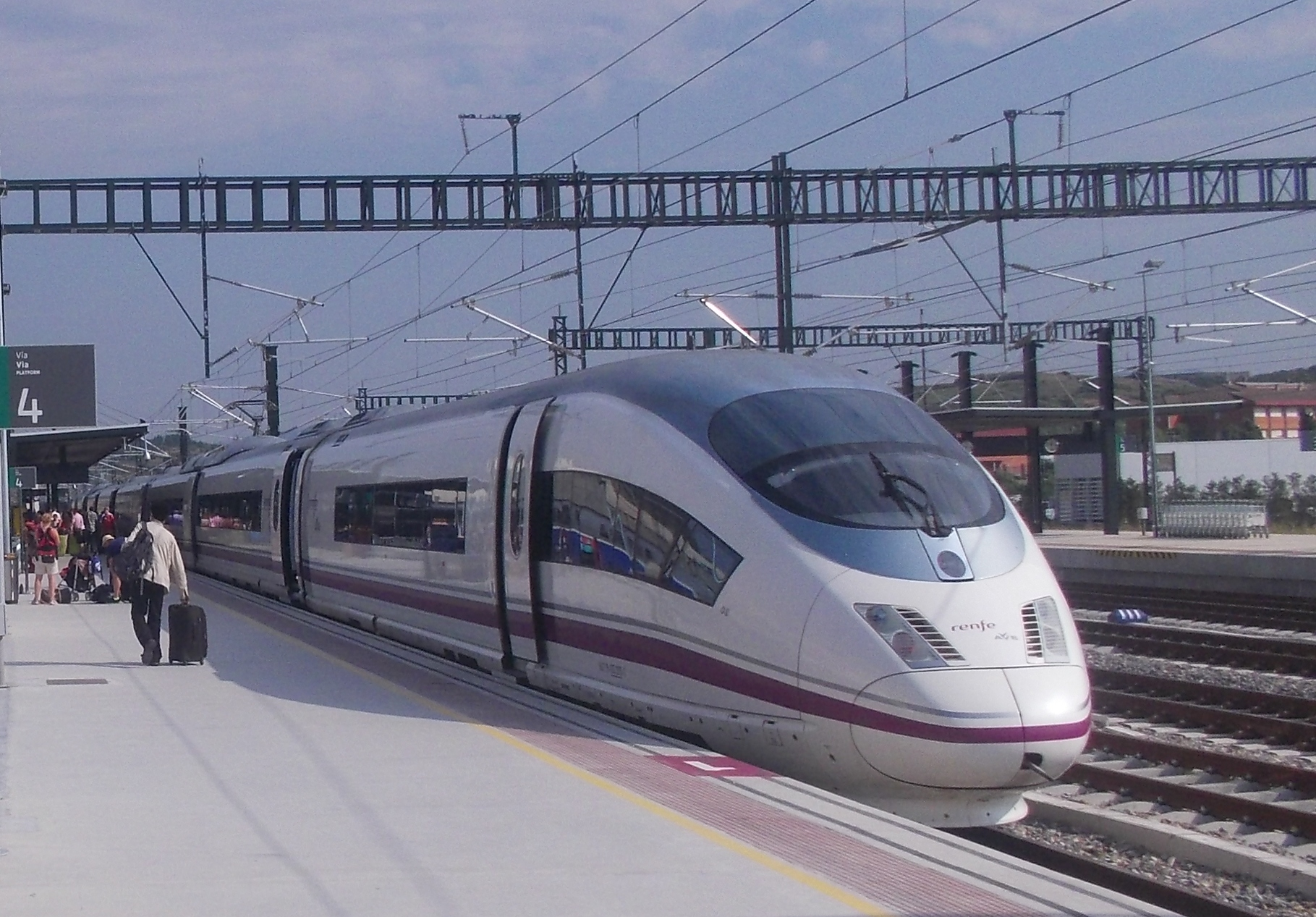
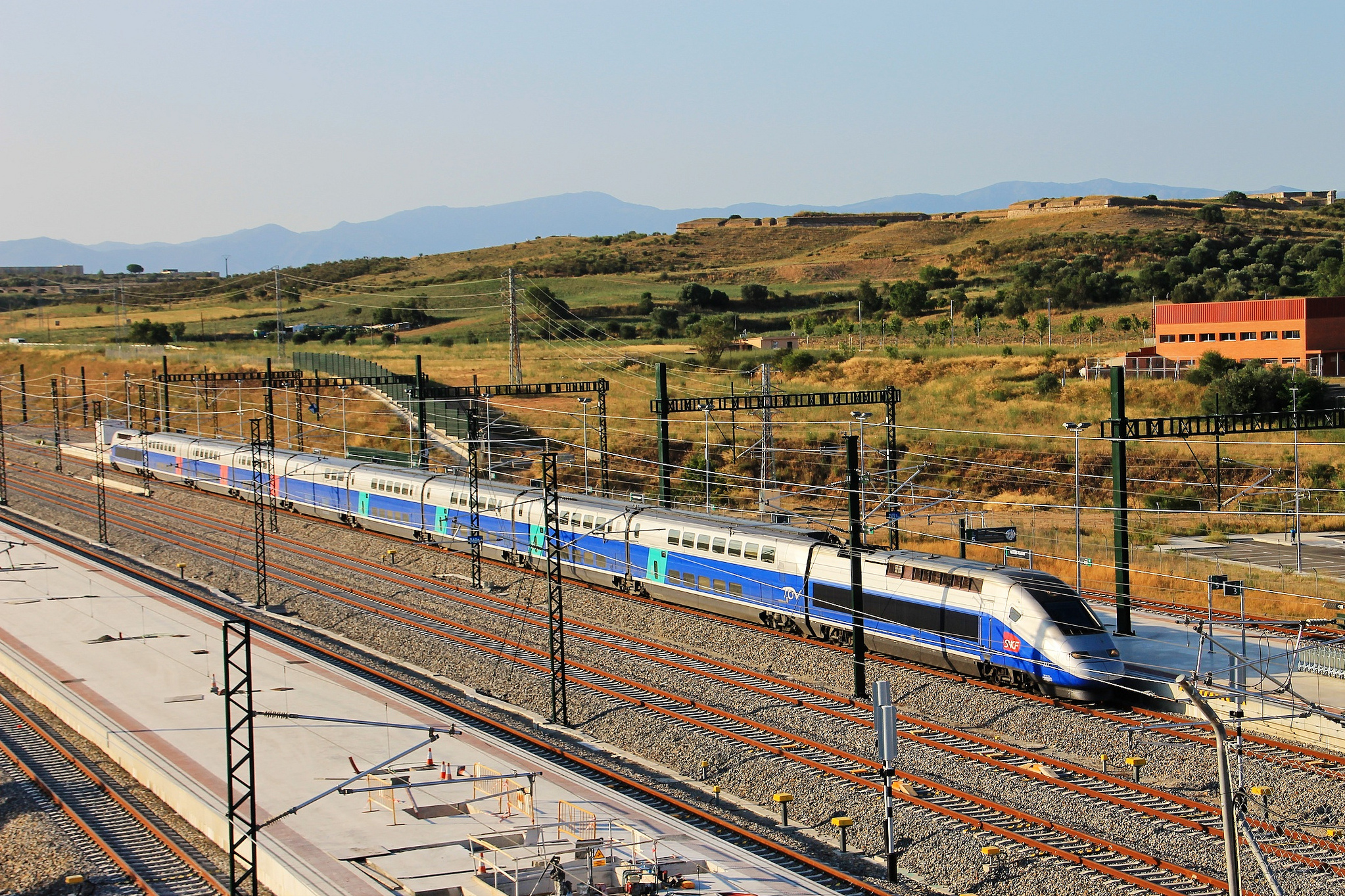
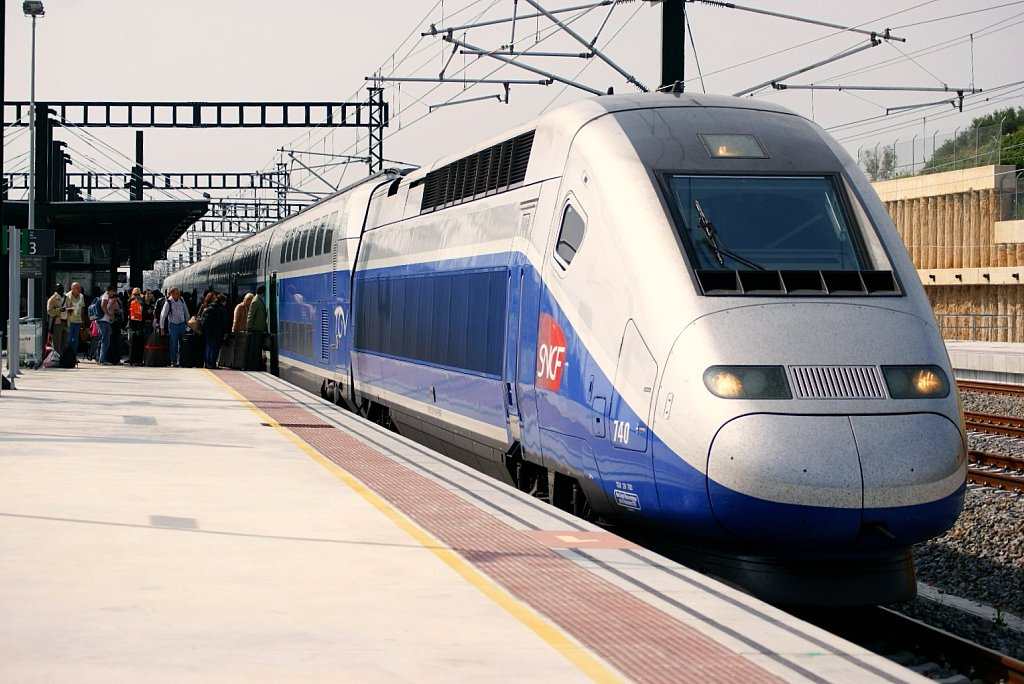
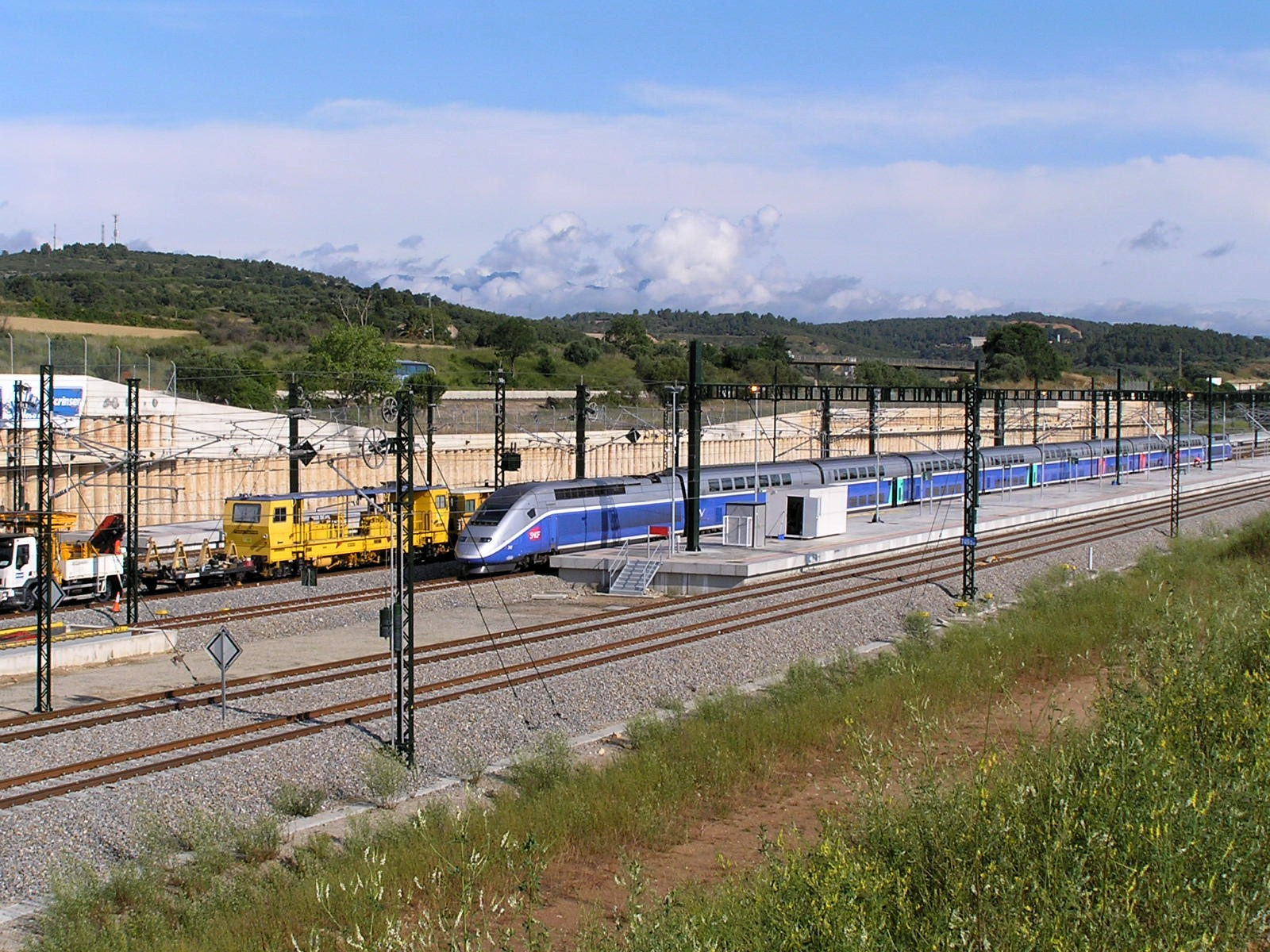
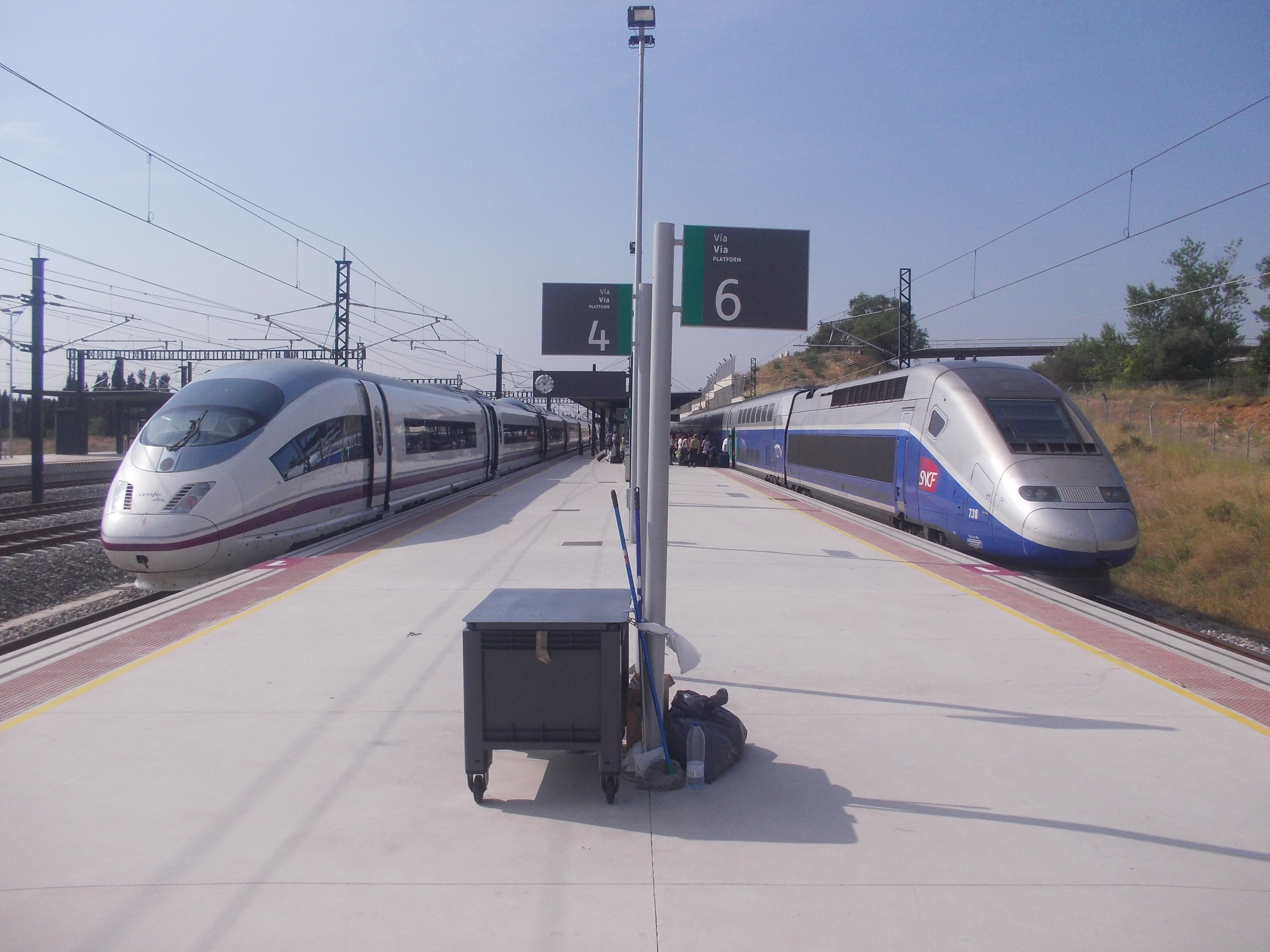